# Saint-Ouen-du-Breuil
Saint-Ouen-du-Breuil is een gemeente in het Franse departement Seine-Maritime (regio Normandië) en telt 685 inwoners (1999). De plaats maakt deel uit van het arrondissement Rouen.

## Geografie
De oppervlakte van Saint-Ouen-du-Breuil bedraagt 6,3 km², de bevolkingsdichtheid is 108,7 inwoners per km².
De onderstaande kaart toont de ligging van Saint-Ouen-du-Breuil met de belangrijkste infrastructuur en aangrenzende gemeenten.

## Demografie
Onderstaande figuur toont het verloop van het inwonertal (bron: INSEE-tellingen).